# Прямое действие (Украина)
«Прямое действие» (укр. «Пряма дія») — независимый студенческий профсоюз Украины, основным принципом которого является борьба за бесплатное образование без дискриминации. Профсоюз был основан в 2008 году по инициативе студентов Киевского национального университета им. Шевченко. Легализация завершена 15 апреля 2009 года. У профсоюза есть ячейки в ряде киевских университетов, а также в нескольких областных центрах.

## История

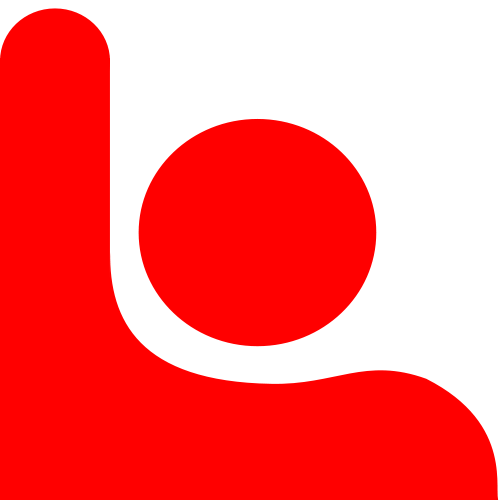
Логотип ПД до 2023 года

В середине 1990-х годов в Киеве уже существовал студенческий профсоюз под названием «Прямое действие». За время своего существования профсоюз провел несколько успешных акций, нацеленных на защиту прав студентов. Это были первые попытки подъёма студенческого движения Украины. Профсоюз просуществовал до 1998 года.
В 2008 году, когда студенты решили создать новый независимый профсоюз, было принято решение взять название «Прямое действие» в знак продолжения традиций молодёжного сопротивления. Таким образом «Прямое действие» образца 90-х годов получило название «первое поколение». Некоторые активисты из первого поколения затем помогали деятельности профсоюза.
В 2014 году произошёл перезапуск «Прямого Действия». Профсоюз продолжает использовать те же регистрационные данные, что и раньше, но теперь часто говорится о «третьем поколении» «Прямого Действия». С 2022—2023 годов деятельность профсоюза, ранее замороженная, вновь активизировалась.

## Цели организации
Согласно Манифесту «Прямого действия», цель профсоюза — создание низовой студенческой организации, которая базируется на горизонтальных принципах координации. Такая организация должна постепенно замещать бюрократический аппарат администрации и формировать отношения в сфере образования на основах равенства, прямой демократии и кооперации.
Профсоюз борется против коммерциализации образования, то есть за полное бесплатное образование. В это же время она защищает социальные права студентов — достойные условия жизни в студенческих общежитиях, повышение стипендий, выступает против необоснованных денежных сборов, эксплуатации студентов и т. п.
«Прямое действие» выступает за принципы свободной (либертарной) педагогики в образовательном процессе. Профсоюз борется за равенство студентов и преподавателей, за демократическое формирования образовательных программ, свободное посещение занятий и свободный выбор предметов. Также она выступает за окончательную секуляризацию образования и науки.
Одним из основных заданий профсоюза является создание мощного студенческого движения, солидарная поддержка эмансипативных движений Украины и мира.

## Принципы деятельности профсоюза
«Прямое действие» базируется на синдикалистских принципах самоуправления. Он является безлидерной структурой. Управленческие должности в организации существуют только формально — все решения принимаются общими собраниями без голосования, посредством процедуры достижения консенсуса.
Профсоюз называется независимым, так как он заявляет об полном отмежевании от каких-либо политических партий, коммерческих структур, и не финансируется администрацией высших учебных заведений.
В уставе профсоюза указывается, что членами профсоюза не могут быть люди, которые придерживаются расистских, нацистских, сексистских взглядов или исповедуют какую-либо шовинистскую доктрину.

## Деятельность

### 2008—2009
С момента основания профсоюз стал участником и инициатором нескольких кампаний в защиту прав студентов и рабочих.
- Июль 2008 года. Первая акция «Прямого действия». В знак поддержки ровенских студентов, которые выступают против повышения платы за учёбу, профсоюз устраивает пикет Министерства образования. Результат — администрация ровенских вузов соглашается на переговоры со студентами относительно новых цен.
- Сентябрь 2008 года. Профсоюз проводит ряд мероприятий против антистуденческих положений новой редакции Закона «Об высшем образовании». В частности «Прямое действие» выступает против внедрения принудительной отработки для выпускников. Активисты вступают в переговоры с чиновниками минобразования, а также проводят пикетирования профильного комитета Верховной Рады. Результат — члены комитета резко критикуют законопроект, и Минобразования изымает спорные пункты из документа.
- Сентябрь-октябрь 2008 года. В числе других организаций «Прямое действие» становится инициатором кампании против принятия нового Трудового кодекса, который существенно суживает права наемных работников. Кампания стартует из растяжки большого баннера «НІ новому трудовому кодексу» на трибунах во время футбольного матча «Арсенал» — «Шахтёр». Профсоюз принимает участие в пресс-конференциях, пикетах профильного комитета Верховной Рады, информационной кампании. Финалом кампании стало проведение масштабного концерта на Крещатике «Рок против легализации рабства». Результат — депутаты отложили рассмотрение законопроекта.
- 8 ноября 2008 года. Активисты профсоюза принимают участие в «Социальном марше».
- Февраль 2009 года. Члены «Прямого действия» осуществляют рейды столичными больницами, где агитируют медиков создавать ячейки независимых профсоюзов и бороться против внедрения платной медицины.
- 12 апреля 2009 года. Профсоюз принимает участие в социальном марше под лозунгом «Время брать своё». На марш выходит около 250 активистов. В ходе акции «Прямое действие» призывает студентов бороться за бесплатное образование, повышение стипендий, и за прямое самоуправление в вузах.
- 1 мая 2009 года. Альтернативная первомайская демонстрация. «Прямое действие» совместно с рядом других леворадикальных организаций (Революционная конфедерация анархо-синдикалистов, Организация марксистов, «Новые левые», «Социальная альтернатива», Антифашистское действие) и независимых профсоюзов выводят на улицы Киева свыше 400 активистов под социальными лозунгами.
- Май-июнь 2009 года. Кампания против внедрения платных услуг для студентов. Профсоюзные активисты пытаются склонить чиновников к переговорам. Когда это не выходит, «Прямое действие» проводит встречи со студентами киевских вузов, агитируя выходить на улицы с акциями протеста.
- 4 июня 2009 года. Акция протеста под стенами Кабинета министров. «Прямому действию» удаётся вывести на пикет свыше 150 студентов. Во время акции было демонстративно сожжено «фаер» и несколько зачётных книжек. Результат — студенты добиваются того, что на экстренном заседании Кабинет министров Украины отменяет постановление о введении платных услуг[2][3].
- Октябрь 2009 года. Участие «Прямого действия» в забастовке студентов и преподавателей института им. Бойчука[4]. Протесты под Минобразования. Забастовка окончилась в конце октября громкой акцией блокады института[5], что привело к отставке ректора.
- 17 ноября 2009 года. Акция «День студента. Break the Wall» — протест против репрессивной системы образования, акция солидарности с немецкими и австрийскими бастующими студентами[6].

### 2010
- Февраль 2010 года. Волна недовольства в Киево-Могилянской Академии. На массовой сходке 5 февраля активисты профсоюза инициируют проведение референдума относительно последних решений администрации. Результат — ректор вуза вынужден идти на уступки, принимается новое компромиссное решение.
- 11 марта 2010 года. После акции солидарности с рабочими «Nestle», на активистов «Прямого действия» осуществляет нападение группа неонацистов. В результате инцидента часть ультраправых группировок осуждают атаку[7].
- С марта 2010 года «Прямое действие» начинает кампанию против репрессий, направленных на активистов профсоюза и их родственников. Различные профсоюзные, молодёжные, правозащитные организации рассылают письма протеста в украинские государственные учреждения и администрацию Киевского национального университета имени Тараса Шевченко. 20-22 апреля проходят дни солидарности с профсоюзом, во время которых студенты, преподаватели и профсоюзы из разных городов Украины и Европы пикетируют официальные учреждения государства Украина.
- Апрель 2010 года. Международная кампания против антипрофсоюзных репрессий и присутствия спецслужб в вузах. «Прямое действие» дает пресс-конференцию, где обнародует факты давления СБУ на активистов. Акции солидарности с профсоюзом проходят в Германии, Греции, Португалии, Швейцарии, Польше и России[8].
- 21 апреля 2010 года. Пикет под главным управлением СБУ. Результат кампании — временное прекращение давления на активистов, обещание руководства СБУ провести служебное расследование[9].
- 1 мая 2010 года. «Марш коллективного действия». Активисты профсоюза вместе с другими левыми организациями выводят на улицы полутысячную демонстрацию[10].
- Июнь 2010 года. Общественность отвечает на убийство студента Игоря Индило в отделении милиции кампанией против милицейского произвола и полицейского государства. Активное участие в кампании принимает «Прямое действие». Последствия — массовые чистки в рядах милиции[11][12].
- Июнь 2010 года. Борьба против уплотнительного заселения в общежития физического факультета КНУ им. Шевченко[13].
- 1 сентября 2010 года. Охрана КНУ им. Шевченко и СБУ препятствуют 30-м активистам профсоюза провести встречу с ректором университета. В результате, через несколько часов встречу «Прямому действию» предлагает председатель Верховной Рады Владимир Литвин. Через неделю удаётся начать переговоры и с руководством вуза[14].
- 5 октября 2010 года. Симферопольские студенты Таврического национального университета, поддержанные «Прямым действием», первыми выходят на марш протеста против постановления Кабинета министров № 796, вновь, как и в 2009 году, направленного на введение дополнительных «платных услуг» в вузах[15].
- 12 октября 2010 года. «Прямое действие» и Фонд региональных инициатив выступают организаторами Всеукраинской акции протеста против коммерциализации образования (в частности, поднимают требование отмены правительственного постановления № 796 о «платных услугах»), которая проходит в 14 городах: Киеве, Львове, Ужгороде и Симферополе, Харькове, Ровно, Луганске, Житомире, Хмельницком, Каменец-Подольском, Кировограде, Ивано-Франковске, Сумах, Луцке. Свою солидарность со студентами выражает поэт и писатель Сергей Жадан[16]. В столице проходит массовый марш к Кабинету министров и Администрации президента[17]. Несмотря на запугивания со стороны администраций университетов, в общей сложности в протестах принимают участие до 20 000 студентов[18], в трёх городах — Львове, Киеве и Ужгороде — численность участников акций превышает тысячу, причем во Львове она достигает 7 тысяч[19]. Украинские студенческие протесты, синхронизированные с международной инициативой «Глобальная волна за бесплатное образовании»[20], имеют международный резонанс[21]. Накануне акции протеста власти распространяет информацию об отмене скандального постановления, однако в действительности оказывается, что отменены лишь несколько наиболее одиозных его пунктов[22].
- 22 октября 2010 года. «Прямое действие» поддерживает акцию польских левых у стен Сейма за легализацию трудовых мигрантов в Польше[23].
- 11 ноября 2010 года. Профсоюз проводит акцию «Студенческое наступление». О своей поддержке заявили и провели акции ещё ряд городов Украины (всего 14). В Киеве прошёл марш под Министерство образования под которым были оглашены требования студентов и преподавателей о дальнейшем развитии образования Украины[24].

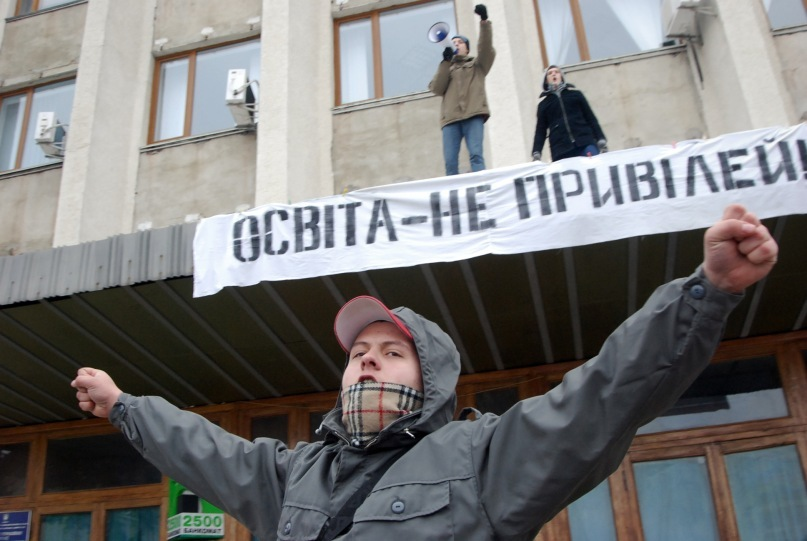
Акция протеста против комерциализации образования в Хмельницьком. Активисты Прямого Действия на крыше управления образования и науки Хмельницкой области.

- 17 ноября 2010 года. Хмельницкие студенты создают в своем городе отделение профсоюза «Прямое действие»[25].
- 11 декабря 2010. «Прямое действие» вместе с общественной организацией «Инсайт», Центром Визуальной Культуры, Худрадой, Просторами, независимым профсоюзом «Защита труда», Организацией марксистов, Антифашистским действием и организацией анархистов «Вольный союз» проводит акцию приуроченную к Международному дню прав человека. Около сотни человек прошли маршем к центральной ёлке на Площади Независимости, где провели театрализованное представление, вернув власти «подарки», которые они подготовили для людей на Новый Год. После акции на организаторов и участников марша было совершенно нападение неонацистами из актива «автономных правых» и партии «Свобода»[26].

### 2011
- 31 января 2011 года. «Прямое действие» вместе с Фундацией Региональных Инициатив и общественным движением «Видсичь» начинают всеукраинскую кампанию «Против деградации образования». Кампания направлена против нового законопроекта «О высшем образовании», сокращения госзаказа на 42 %, коммерциализации образования. В этот день акции прошли в Хмельницком[27], Донецке[28], Одессе[29], Житомире, Запорожье, Харькове, Киеве[30]. Результатом акций стала отменна двух законопроектов.
- 14 февраля 2011 года. Активисты профсоюза с Уличным Университетом и la REF (Revolution Fractale) проводят в Париже акцию солидарности с группой «Война»[31].
- 28 февраля 2011 года. Вторая всеукраинская акция в рамках кампании «Против деградации образования». Студенты, преподаватели, школьники и их родители вышли на улицы в Донецке[32], Хмельницком[33], Симферополе[34]. В Киеве на улицу вышло более 300 студентов. Несмотря на то, что акция анонсировалась как непартийная, на акции появились активисты партии «Свобода», Социал-националистической ассамблеи и других ультраправых организаций, которые, скандировали и развернули антисемитские лозунги и плакаты. Оттеснив студентов, и заняв место под комитетами парламента, ультраправые провокаторы спровоцировали потасовку. После акции на Контрактовой площади около десятка участников «альтернативной» акции напали на нескольких профсоюзных активистов, в том числе и девушек. Также пострадала посторонняя прохожая[35].
- 15 марта 2011 года. «Прямое действие» совместно с «Детьми кризиса» в Международный день борьбы с полицейским беспределом проводит операцию «Опачик». Участники операции распространяли среди прохожих брошюру, в которой разъясняется, как себя вести при встрече с милицией[36].
- 22 марта 2011 года. Активисты профсоюза принимают участие в протестах работников сферы образования[37].
- 26 марта 2011 года. «Прямое действие» проводит акцию в рамках международной кампании «Spring of resistance». Активисты повесили свои требования на три крупных столичных вуза[38]. Кроме того, после акции прошёл Первый всеукраинский съезд профсоюза «Прямое действие». На съезде присутствовали активисты со всех регионов Украины, а также зарубежные гости из России, Германии, Венгрии, Англии. Перед присутствовавшими выступили представители «Первого поколения», была представлена деятельность профсоюза за два с половиной года существования, выступили гости с докладами о ситуации в их городах и странах, проведена лекция с дискуссией о технических моментах деятельности профсоюза и студенческой борьбы[39].
- 29 марта 2011 года. «Прямое действие» проводит акцию против подорожания общежитий в КНУ им. Т. Шевченка. На акцию выходит около 150 студентов университета при поддержке студентов других столичных вузов[40]. Также акцию поддержали студенты Парижской Сорбонны[41].
- 1 мая 2011 года. «Прямое действие» принимает участие в первомайской демонстрации «Марш коллективного действия»[42].
- 9 мая 2011 года. В Киеве активисты профсоюза провели раздачу листовок на тему современных проявлений фашизма и противодействию ему[43].
- 25 мая 2011 года. Третья всеукраинская акция «Против деградации образования» в которой приняли участие студенты и преподаватели Киева[44], Симферополя[45], Ивано-Франковска[46], Одессы[47], Житомира[48], Хмельницкого[49], Донецка. Свою солидарность со студентами вновь выражает поэт и писатель Сергей Жадан[50].
- 22-23 сентября 2011 года. В противовес форуму министров образования Европы и постсоветского пространства, проходящему в Киеве, «Прямое действие» проводит студенческий контрфорум при участии активистов из различных регионов Украины, а также из Великобритании, Германии, Чехии, Беларуси, России, Грузии, чтобы озвучить требования всеобщего бесплатного образования, противодействия коммерциализации и борьбы с действительными причинами ксенофобии. В программе контрфорума — выступления, дискуссии, художественный проект[51]. Перед активистами выступает Майкл Буравой, президент Международной социологической ассоциации. Однако милиция пытается сорвать мероприятие: в первый день задержано четверо студентов (фотографии задержания размещают международные СМИ[52][53]), во второй день «Беркут» около двух часов держит участников контрфорума в оцеплении, прежде чем позволяет пройти маршем[54].

## Проекты профсоюза
На базе профсоюза существует постоянно действующий самообразовательный проект «Вольная школа» («Вільна школа»). В рамках проекта проводят семинары и тренинги по естественным и гуманитарным дисциплинам, практическое получение навыков. Самообразовательный проект действует в русле либертарной педагогики — без авторитаризма преподавателей и методов принуждения.
«Прямое действие» выпускает одноимённую газету. В печатном органе освещается деятельность профсоюза, зарубежный опыт, история студенческого движения, теория освободительного движения, контркультурное сопротивление. Газета распространяется в ряде столичных и региональных вузов бесплатно.
Также активен киноклуб «26 Кадр», на котором проходят показы социально-критических фильмов, а после просмотра — обсуждение.
На сайте профсоюза работает радио «Прямая волна».